# Hugo Obermaier
Hugo Obermaier, né à Ratisbonne (Royaume de Bavière) le 29 janvier 1877 et mort à Fribourg (Suisse) le 12 novembre 1946, est un préhistorien germano-espagnol.

## Biographie
Ordonné prêtre catholique en 1900, il étudie la Préhistoire à Munich et soutient sa thèse de doctorat, intitulée Die Verbreitung des Menschens während des Eiszeitalter in Mitteleuropa (L'expansion de l'Homme en Europe centrale pendant l'ère glaciaire) en 1904 à Vienne.
En 1904, il part en France où il devient l'ami de l'abbé Henri Breuil. Secrétaire avec Breuil du Congrès international d'anthropologie et d'archéologie préhistoriques, les deux hommes deviennent les amis du prince Albert Ier de Monaco et lui font visiter les grottes préhistoriques de Cantabrie, telle la grotte d'Altamira, reconnue authentique en 1902. Albert Ier soutient alors financièrement leurs recherches et fonde en 1910 l'Institut de paléontologie humaine à Paris, dont Hugo Obermaier occupe la chaire de géologie du Quaternaire. Menant des fouilles en Europe centrale, il découvre la Vénus de Willendorf avec Josef Szombathy.
Hugo Obermaier dirige pour l'Institut, souvent en collaboration avec l'abbé Breuil, les fouilles de la grotte d'El Castillo (1911-1914). D'autres recherches sont aussi menées, en particulier à la grotte de La Pasiega. Obermaier est attaché alors à l'Instituto Nacional de Ciencas Fisico-Naturales fondé en 1907, dans la Commission de recherches paléontologiques et préhistoriques.
La Première Guerre mondiale interrompt les travaux et disperse l'équipe scientifique. En 1915, Hugo Obermaier est accueilli à la Comision de Investigaciones Paleontologicas y Prehistoricas du Marquis de Cerralbo, qui reprend la responsabilité des recherches. Il entre aussi au laboratoire du Musée national des sciences naturelles, où il rédige son œuvre la plus célèbre : El Hombre Fosil (L'Homme fossile).
Nommé à la chaire d'histoire primitive de l'homme, créée pour lui à l'université centrale de Madrid (1922), il est naturalisé espagnol en 1924. Il devient alors dès 1925 membre de l'Académie royale d'histoire (Espagne), et dirige les fouilles d'Altamira où il entreprend d'importants travaux de consolidation.
En 1931, il est nommé chef de la section de préhistoire du Musée d'anthropologie et, en 1932, devant la montée du nazisme, refuse une chaire à l'université Humboldt de Berlin.
En 1933, sous la République espagnole, il participe à la célèbre Croisière universitaire en Méditerranée, partie du port de Barcelone le 15 juin 1933.
Participant en 1936 au IIe Congrès international des sciences préhistoriques et protohistoriques à Oslo, il y est surpris par le soulèvement militaire du 18 juillet. Il s'exile alors en Suisse, où il obtient un poste de professeur ordinaire à l'université de Fribourg. Julio Martínez Santa-Olalla (es), un de ses anciens élèves, prend alors sa place dans la Madrid franquiste.

## Publications
- La Pasiega a Puente-Viesgo (Santander, Espagne), avec H. Breuil et H. Alcalde del Rio, 1913
- El Hombre fosil, 1916
- El Hombre prehistorico y los origenes de la Humanidad, 1932
- La Cueva de Altamira en Santillana del Mar, avec H. Breuil, 1935